# Gabi Zanotti
Gabriela Maria Zanotti Demoner, surnommée Gabi Zanotti, née le 28 février 1985 à Itaguaçu, est une footballeuse internationale brésilienne. Elle évolue actuellement au poste de milieu de terrain pour les Corinthians.

## Biographie
Gabi Zanotti naît à Itaguaçu dans l'état d'Espírito Santo. À dix ans, elle déménage chez ses grands parents dans la capitale de l'état, Vitória, pour mieux s'entraîner au football.
Alors qu'elle a 15 ans, elle joue dans la même équipe que sa mère, le Nacional de Itaguaçu.

### En club
Gabi Zanotti part pour le sud du Brésil et s'engage avec Kindermann en 2004. Elle y remporte la coupe du Brésil de futsal. Elle remporte également les Universiades avec le Brésil en 2005.
À 21 ans, en 2006, elle part étudier aux États-Unis, à l'Université Franklin Pierce dans le New Hampshire et se tourne définitivement vers le football sur gazon, alors qu'elle pratiquait également le futsal et le beach soccer.
Cinq ans plus tard, elle rentre au Brésil et joue pour Foz Cataratas, Santos et le Centro Olímpico, avec qui elle remporte le championnat brésilien en 2013 en étant meilleure buteuse.
Elle s'exile en Corée du Sud en 2014 où elle s'engage au Goyang Daekyo. Elle part ensuite en Chine où elle joue pour le Dalian Quanjian, avec qui elle remporte le championnat en 2016 sous les ordres de Farid Benstiti, puis pour le Jiangsu Suning,.
En 2018, elle revient au Brésil et rejoint les Corinthians.
Son but contre Cruzeiro en 2020 est élu plus beau but de la saison. Elle marque un doublé en finale du championnat face à Avaí et est nommée meilleure joueuse de la saison.

### En sélection
Gabi Zanotti est appelée pour la première fois en équipe du Brésil en 2009.
En 2012, en conflit avec le sélectionneur Kleiton Lima, elle n'est pas appelée pour les Jeux olympiques de Londres.
En 2015, elle participe à la coupe du monde au Canada. Elle remporte les Jeux panaméricains la même année.
Gabi Zanotti prend sa retraite internationale en 2022.

## Palmarès
Santos
- Championnat Paulista (1) :
  - Championne en 2011

 Centro Olímpico
- Championnat du Brésil (1) :
  - Championne en 2013

 Dalian Quanjian
- Championnat de Chine (1) :
  - Championne en 2016

 Corinthians
- Championnat du Brésil (6) :
  - Championne en 2018, 2020, 2021, 2022, 2023 et 2024

- Copa Libertadores (3) :
  - Vainqueure en 2019, 2021 et 2023

- Championnat Paulista (4) :
  - Championne en 2019, 2020, 2021 et 2023

- Supercoupe du Brésil (3) :
  - Vainqueure en 2022, 2023 et 2024

 Brésil
- Jeux panaméricains (1) :
  - Médaille d'or en 2015